# Лахна
Лахна или Лахана (на гръцки: Λαχανάς, Лаханас) е село в Гърция, дем Лъгадина, област Централна Македония с 542 жители (2001).

## География
Селото е разположено в северозападните поли на Богданската планина (Вертискос) на около 35 километра североизточно от Солун в прохода между Богданската планина и Карадаг.

## История

### В Османската империя
През XIX век Лахна е турско село, числящо се към Лъгадинската каза на Османската империя. В „Етнография на вилаетите Адрианопол, Монастир и Салоника“, издадена в Константинопол в 1878 година и отразяваща статистиката на населението от 1873 година, Лахна (Lahna) е показано като село със 108 домакинства и 320 жители турци.
Към 1900 година според статистиката на Васил Кънчов („Македония. Етнография и статистика“) в Лахна живеят 860 души турци.

### В Гърция
През Междусъюзническата война в 1913 година тук се провежда решаваща тежка битка между българските и гръцките войски, в която българските части са разбити и отстъпват. След войната Лахна попада в Гърция. По време на Първата световна война край селото функционира британско летище, на което е разположено отделение Б от 17 ескадрила.
През 20-те години мюсюлманското население на селото се изселва и в него са настанени гърци бежанци. Според преброяването от 1928 година Лахна е чисто бежанско село със 135 бежански семейства и 519 души.
В 1969 година в памет на битката при Лахна в селото е създаден военен музей.
В 1952 година е построена църквата „Успение Богородично“.

## Личности
Починали в Лахна
- Ангел Игнатов, български военен деец, подпоручик, загинал през Междусъюзническа война[10]
- Антон Георгиев Карамалаков, български военен деец, подпоручик, загинал през Междусъюзническа война[11]
- Аристотел Петков, български военен деец, капитан, загинал през Междусъюзническа война[12]
- Владимир Попанастасов (1883 – 1913), български поет и юрист
- Георги Пешков (? – 1913), български революционер
- Иван Г. Гавраилов, български военен деец, майор, загинал през Междусъюзническа война[13]
- Иван Михайлов Маджаров, български военен деец, поручик, загинал през Междусъюзническа война[14]
- Илия Ушев Делчев, български военен деец, майор, загинал през Междусъюзническа война[15]
- Мирчо Мирчовски Димитров, български военен деец, поручик, загинал през Междусъюзническа война[16]
- Наум Атанасов Наумов, български военен деец, подпоручик, загинал през Междусъюзническа война[17]
- Михаил Анагностакос (1875 – 1913), гръцки офицер, деец на Гръцката въоръжена пропаганда в Македония
- Яни Михайлов Льолчо, български военен деец, подпоручик, загинал през Междусъюзническа война[18]